# Fuchs
TPz Fuchs (njemački za lisicu) je oklopni transporter kojeg proizvodi Thyssen-Henschel (sada Rheinmetall Landsysteme). Fuchs može poslužiti u više svrha, kao što su: transport vojnika i opreme na bojišnici, elektroničko presretanje i izviđanje bojišnice. Postoje 32 različite kombinacije ovog vozila. Najviše vozila se nalazi u službi njemačke vojske (1003 - 144 modernizirano), a ostala se nalaze u oružanim snagama Saudijske Arabije (36), Nizozemske (23), Velikoj Britaniji (11), SAD-u (123, nazvani M93 Fox) i Venezueli (10). Sudjelovao je u Zaljevskom ratu, mirovnim misijama njemačkih KFOR trupa u bivšoj SFRJ i njemačkim jedinicama u operaciji ISAF u Afganistanu.

## Razvoj
Razvoj Fuchsa počeo je 1964. godine objavom zahtijeva njemačkog ministarstva obrane za novom generacijom vojnih vozila na kotačima. U početku je bila osmišljena cijela obitelj vozila u konfiguraciju 8x8, 6x6 i 4x4 koji su bili namijenjeni raznim zadaćama, od izviđanja i transporta, do borbenog djelovanja. Nakon ispitianja i testiranja, vozilo u konfiguraciji 8x8 je odobreno za proizvodnju pod imenom Luchs. Godine 1977. pokrenuta je i proizvodnja oklopnog vozila u konfiguraciji 6x6. prvotno nazvano Transportpanzer 1, a kasnije je dobilo ime Fuchs. Prvo serijsko vozilo isporučeno je njemačkoj vojsci 1979. Početna narudžba bila je 996 vozila, ali sveukupno ih je napravljeno 1236 za njemačku vojsku, plus još nekoliko vozila namijenjenh izvozu. 
Nizozemska je kupila 23 oklopna vozila Fuchs u inačici za elektroničku borbu, Velika Britanija 11 u NBKO (Nuklearno-Biološko-Kemijsku Obranu) i inačici za elektroničku borbu, SAD 123 vozila, Venezuela 10 vozila u inačici običnog borbenog vozila i Saudijska Arabija 36 vozila u inačici NBKO napravljene na temelju novog Fuchs 2 vozila. Vojska UAE kupila je seriju od 32 vozila. Od toga je šesnaest vozila u Fuchs/Fox NC inačici, a namijenjena su za otkrivanje i identifikaciju nuklearne i kemijske kontaminacije. Osam vozila je u Fuchs/Fox BIO inačici za otkrivanje i identifikaciju bioloških sredstava. Posljednjih osam vozila Fuchs/Fox NBC bit će u zapovjednoj inačici.
Potkraj 1997. tvrtka Henschel Wehrtechnik isporučila je njemačkoj vojsci Ruchs KRK, poboljšanu inačicu vozila Fuchs. Godine 2001. predstavljen je koncept novog vozila, modernizirane i poboljšane inačice Fuchs oklopnog vozila, nazvane Fuchs 2. Njemačka i američka vojska su 2007. planirale ugovor o modernizaciji nekoliko Fuchs vozila na Fuchs 2 standard. 

## Pokretljivost
S obzirom na to da je Fuchs namijenjen transportu i izviđanju, njegova pokretljivost je jako dobra. U Fuchs oklopna vozila se ugrađuju Dieselovi motori Mercedes-Benz OM 402A koji razvijaju maksimalnih 320 KS pri 2500 okretaja u minuti. Snaga se prenosi na sve kotače (6x6) preko automatske transmisije ZF Model 6 HP 500. Maksimalna brzina vozila po dobrom putu je 105 km/h, a domet 800 km. 
Svi Fuchsovi imaju amfibijske sposobnosti. Za pokretanje u vodi im služe dva četverokraka propelera koja se nalaze u zadnjem dijelu vozila. Smjer kretanja u vodi određuje se okretanjem propelera, a brzina plovljenja je dobrih 10,5 km/h.
Nove inačice Fuchs vozila imaju snažnije motore. U Fuchs KRK je ugrađen Mercedes-Benz Dieselov motor snage 428 KS, a u Fuchs 2 Dieselovu vodom hlađeni motor MTU 6V 199 TE20 s izravnim ubrizgavanjem goriva, koji razvija maksimalnih 428 KS (315 kW) pri 1850 okretaja u minuti.

## Naoružanje
Kako je Fuchs projektiran kao borbeno vozilo njegova dobra pokretljivost, ali i velika nosivost od 4000 kg (do 9400 kg Fuchs 2), načinili su od njega idealno vozilo za potporu. Iako se na njega može ugraditi kupola s naoružanjem, veoma je mali broj vozila na koja je ona postavljena. 
Svi Fuchsovi mogu biti opremljeni strojnicom 7,62 m MG3 koja se postavlja na prednoj strani vozila, na krov iznad mjesta zapovjednika. Može se ugraditi jednočlana kupola KUKA E-6 koja se postavlja na sredinu vozila. Unutar kupole je ugrađen 20 mm top tvrtke Rheinmetall. Maksimalna elevacija topa od +75o mu omogućava gađanje ciljeva u zraku (npr. helikoptera i sporijih aviona). Borbeni komplet za tu kupolu iznosi 150 granata. Inačica Fuchs KRK može se opremiti sličnom kupolom, KUKA 605 u koju se prema zahtijevima ugrađuje 7,52 mm MG3 strojnica ili 20 mm MK 20 top. Venezuela je svoje Fuchsove opremila KUKA kupolom naoružanu 12,7 mm teškom strojnicom. 
Inačica Fuchsa NBC namijenjena kemijskom ratovanju opremljena je uređajima i opremom za detekciju radijaciske i kemijske kontaminacije zraka i tla. Sve se obavlja u unutrašnjosti vozila, tako da je posada zaštičena od mogućih utjecaja nuklearnog, kemijskog i biološkog oružja. Fuchs NBC je kupila i američka vojska, koja je svoju izviđačku inačicu s NBC zaštitom nazvala M93 Fox. 
Fuchs se može i opremiti s RASIT radarom za kontrolu bojišnice, kao zapovjedno i komunikacijsko vozilo i vozilo za elektroničko izviđanje i ratovanje.

## Oklop
Tijelo je napravljeno od zavarenih čeličnih ploča koje štite posadu od krhotina granata i djelovanja streljačkog oružja malog kalibra. Na prednjem dijelu vozila, ispred vozača i zapovjednika, postavljeno je veliko vjetrobransko neprobojno staklo, što je pomalo neobično za oklopna vozila. Staklo se dodatno može zaštiti čeličnom pločom. Čelična ploča se u vožnji može podignuti prema gore te služi i kao štitnik od sunčevog svjetla.
Fuchs KRK je bolje zaštićen od prijašnjih verzija, zbog dodtanog pasivnog oklopa koji s prednje strane štiti vozilo i posadu probojnih zrna 12,7 mm strojnice. Na Fuchs se može i ugraditi dodavni pasivni oklop MEXAS, čime Fuchs postaje otporan na vatru teške strojnice kalibra 14,5 mm i od djelovanja krhotina topničkih i minobacačkih granata koji bi eksplodirali u neposrednoj blizini vozila. Dodatni oklop štiti i od protutenkovskih mina do 7 kg težine. 

## Usporedba
|                                            | Fahd                            | Fuchs                                 | VAB                     | LAV-25                 | Stryker ICV                 | BTR-90                          |
| ------------------------------------------ | ------------------------------- | ------------------------------------- | ----------------------- | ---------------------- | --------------------------- | ------------------------------- |
| Težina                                     | 10,9 tona                       | 18,3 tone                             | 13,8 tona               | 12,8 tona              | 16,47 tona                  | 20,9 tona                       |
| Osnovno naoružanje                         | 30 mm 2A42 automatski top       | Tri 7,62 mm Rheinmetall MG3 strojnice | 7,62 mm AA-52 strojnica | 25 mm M242 top         | 13 mm M2 Browning strojnica | 30 mm 2A42 automatski top       |
| Sekundarno naoružanje                      | 7,62 mm FN MAG strojnica        | -                                     | -                       | 7,62 mm M240 strojnica | 7,62 mm M240 strojnica      | 7,62 mm PKT strojnica           |
| Protuklopne rakete (Domet)                 | AT-5 Spandrel (700-4000 metara) | MILAN (400-2000 metara)               | -                       | -                      | -                           | AT-5 Spandrel (700-4000 metara) |
| Doseg                                      | 700 km                          | 800 km                                | 1000 km                 | 660 km                 | 500 km                      | 800 km                          |
| Maksimalna brzina                          | 100 km/h                        | 96 km/h                               | 110 km/h                | 100 km/h               | 100 km/h                    | 100 km/h                        |
| Posada i vojnici (maksimalan broj vojnika) | 3 člana + 10 vojnika            | 2 člana + 10 vojnika                  | 2 člana + 10 vojnika    | 3 člana + 6 vojnika    | 2 člana + 9 vojnika         | 3 člana + 9 vojnika             |

## Korisnici
- Nizozemska - 23
- Njemačka - 1236
- SAD - 123
- Saudijska Arabija - 36
- Ujedinjeni Arapski Emirati - 32
- Ujedinjeno Kraljevstvo - 11
- Venezuela - 10

## Vanjske poveznice
- (engl.) Fuchs na enemyforces.net  Arhivirana inačica izvorne stranice od 17. kolovoza 2009. (Wayback Machine)
- (engl.) Slike[neaktivna poveznica]
- (engl.) Fuchs 2